# Хоппе, Вольфганг
Вольфганг Хоппе (нем. Wolfgang Hoppe; род. 14 ноября 1957, Апольда, округ Эрфурт, ГДР) — восточногерманский и немецкий бобслеист, двукратный олимпийский чемпион 1984 года на двойке и четверке, трёхкратный серебряный призёр Олимпийских игр (1988 — на двойке и на четверке, 1992 — на четверке), бронзовый призёр Олимпиады-94 на четверке, шестикратный чемпион мира (1985, 1986, 1989 — в двойке, 1991, 1995, 1997 — в четвёрке). Выиграл медали во всех 6 олимпийских стартах за карьеру.
На открытии Олимпийских игр в Альбервиле в 1992 году 32-летнему Хоппе был доверена честь нести флаг объединённой Германии, которая выступала единой командой впервые с 1936 года.
Завершил карьеру в 1997 году и стал тренером немецкой национальной сборной по бобслею.